# 尹国 (十六国)
尹国（4世纪？—398年），籍贯不详，五胡十六国時代人物。
尹国在前秦担任将軍。383年十一月、前秦冠軍将軍慕容垂被派到鄴城镇压丁零族的叛乱。前秦天王苻堅派尹国、将軍李蛮、閔亮率领三千兵跟随慕容垂。
尹国在後燕担任安南将軍（《十六国春秋·卷45》作鎮南将軍）。394年十月，皇帝慕容垂命尹国、驃騎大将軍慕容農攻打青州、兗州（《十六国春秋·卷45》作河南）。尹国攻下陽城。東晋東平郡太守韋簡战死。東晋高平郡太守徐含遠向龍驤将軍劉牢之请求救援，救兵未至，尹国、慕容農攻克高平郡、泰山郡、琅邪郡諸郡。
尹国被封为济阴公。395年十一月，尹国跟随皇太子慕容宝討伐北魏。参合陂之战，北魏軍奇襲後燕軍，燕軍大败，尹国和宗室魯陽王慕容倭奴、桂林王慕容道成、北地王慕容精世子慕容鍾葵、安定王世子慕容羊儿等文武諸官数千人被北魏俘虏。
尹国在北魏担任右軍将軍。398年正月，在冀州監督收取租税。听说魏王拓跋珪要回北方，计划襲撃信都，安南将軍長孫嵩将他擒获斩殺。